# Prionospio australiensis
Prionospio australiensis är en ringmaskart som beskrevs av Blake och Kudenov 1978. Prionospio australiensis ingår i släktet Prionospio och familjen Spionidae.
Artens utbredningsområde är havet kring Nya Zeeland. Inga underarter finns listade i Catalogue of Life.